# Frozen shoulder
Een frozen shoulder (letterlijk: bevroren schouder) of periarthritis humeroscapularis is een aandoening waarbij de bewegingsmogelijkheid van het schoudergewricht (glenohumeraal gewricht) sterk is verminderd door verminderde elasticiteit van het gewrichtskapsel. Voor de diagnose frozen shoulder is een bewegingsbeperking van meer dan 50% gedurende langer dan drie maanden vereist.

## Epidemiologie
De frozen shoulder komt het meest voor bij patiënten tussen de 40 en 65 jaar en vaker bij vrouwen. Diabetes mellitus is geassocieerd met frozen shoulder. Bij patiënten met schouderklachten die naar een polikliniek orthopedie werden verwezen, werd bij 7% als einddiagnose frozen shoulder gesteld.

## Oorzaak
In de meeste gevallen is de oorzaak van een 'frozen shoulder' niet duidelijk, dan spreekt men van primaire adhesieve capsulitis. Er is een aantal oorzaken bekend van secundaire adhesieve capsulitis, zoals:
- een (minimaal) trauma (bijvoorbeeld een val)
- een lange tijd van immobilisatie (bijvoorbeeld na botbreuken)
- repeterende belasting (eenzijdig bovenhands werk/sport)

Ook patiënten bekend met diabetes mellitus hebben een grotere kans op het krijgen van adhesieve capsulitis, waarbij gedacht wordt aan een verband met veranderde vascularisatie bij diabetes. Pathofysiologisch is er sprake van een ontstekingsreactie van het gewrichtskapsel. Daarbij is de recessus axillaris verkleefd.

## Beloop
Een frozen shoulder begint meestal eerst met pijnklachten. Pas daarna treedt de bewegingsbeperking op de voorgrond die ook gepaard kan gaan met veel pijn. In een later stadium nemen de pijn en de bewegingsbeperking weer af. De klachten lossen vrijwel altijd vanzelf op, maar houden gemiddeld zo'n één tot soms langer dan drie jaar aan. Het totale proces van de aandoening wordt gekenmerkt met drie fasen: 
- De ‘freezing fase’ (inflammatoire fase), duurt zes weken tot maximaal negen maanden. De pijn neemt geleidelijk toe en de beweeglijkheid neemt af.
- De ‘frozen fase’ (‘stijfheidsfase’), duurt vier tot negen maanden. De pijn in de schouder neemt langzaam af, maar de stijfheid blijft.
- De ‘thawing fase’ (‘dooifase’), duurt tussen de vijf maanden en twee jaar. De pijn vermindert verder en de beweeglijkheid komt langzaam terug tot (nagenoeg) normaal.

Doordat de spieren lange tijd niet worden gebruikt kunnen soms blijvende bewegingsbeperkingen ontstaan. Doordat de pijn doorgaans snel erger wordt als men niet beweegt, kan een frozen shoulder leiden tot langdurige en ernstige slaapproblemen die het normaal functioneren overdag in grote mate kunnen belemmeren of zelfs onmogelijk maken. In extreme gevallen kan de langdurige slapeloosheid zelfs leiden tot algehele verzwakking en sterk gewichtsverlies.

## Behandeling
Een deel van de behandeling bestaat uit bestrijding van de pijn, meestal met oraal paracetamol of NSAID's. Omdat het gewrichtskapsel echter weinig doorbloeding heeft, hebben de meeste orale pijnstillers maar een gering effect. Het is ook mogelijk binnen het gewricht (intra-articulair) ontstekingsremmers (corticosteroïden) en pijnstillers (lidocaïne) te injecteren. Ook fysiotherapie wordt gebruikt, zowel actieve bewegingsoefeningen als passieve technieken om de beweeglijkheid van het gewrichtskapsel te verbeteren. Deze behandelingen kunnen de symptomen verlichten, maar veranderen het beloop meestal niet. Als deze conservatieve therapie faalt, is het mogelijk operatief te behandelen. Een orthopedisch chirurg kan de arm onder anesthesie bewegen om het kapsel op te rekken. Ook kan er chirurgisch ruimte worden gemaakt, tussen de musculus subscapularis en de musculus supraspinatus. Dit gebeurt meestal via een kijkoperatie.